# 佐藤由美
佐藤 由美（さとう ゆみ）は、日本の元長距離走選手。

## 略歴
- 1976年（昭和51年）12月22日、山形県鶴岡市に生れる。
- 1992年（平成4年）、鶴岡市立鶴岡第一中学校を卒業。
- 1995年（平成7年）、山形県立鶴岡北高等学校を卒業。京都産業大学に入学。一学年上に木村泰子などがいた。
  - 第79回日本陸上競技選手権大会女子1500mで2位早狩実紀らに次ぎ第3位。
  - 7月7日、1500mで4分15秒25をマークし、現日本学生歴代4位、現U20日本歴代7位の記録になる（1500メートル競走#日本学生歴代10傑、1500メートル競走#U20日本歴代10傑参照）。
  - 1995年夏季ユニバーシアード女子5000m第3位。
  - 第64回日本学生陸上競技対校選手権大会女子1500m優勝。
- 1996年（平成8年）、
  - 第65回日本学生陸上競技対校選手権大会女子10000m優勝。
- 1997年（平成9年）、
  - 第81回日本陸上競技選手権大会女子5000mで市川良子に次ぎ15:22.86で2位。現日本学生歴代4位・現日本人学生歴代3位の記録になる（5000メートル競走#日本学生歴代10傑参照。ちなみに日本学生歴代2位・日本人学生歴代1位は木村泰子になる）。
  - 第66回日本学生陸上競技対校選手権大会女子5000m優勝。
- 1998年（平成10年）、全日本大学女子駅伝にはケガで欠場し、赤羽有紀子（1年）らがいる城西大に敗れ京産大5連覇ならずチームは総合2位。
- 1999年（平成11年）、 京都産業大学を卒業。4月1日、資生堂に入社。
- 2004年（平成16年）、
  - アジアクロスカントリー選手権大会女子6300m優勝。
  - 5月5日、水戸国際陸上競技大会1500m優勝。
  - 7月11日、南部忠平記念陸上競技大会女子5000m第6位。
  - 12月12日、第24回全日本実業団対抗女子駅伝競走大会・資生堂チーム第3位。
- 2005年（平成17年）、
  - 4月24日、兵庫リレーカーニバル女子10000m第10位。
  - 6月、第89回日本陸上競技選手権大会女子5000m第3位。
  - 9月、第16回アジア陸上選手権女子10000m第2位。女子5000m第3位。
- 2006年（平成18年）12月17日、第26回全日本実業団対抗女子駅伝競走大会3区に出走。資生堂チームの同駅伝大会初優勝に貢献。
- 2009年（平成21年）、
  - 2月15日、千葉国際クロスカントリー選手権大会女子6000m11位
  - 3月8日、第16回京都シティハーフマラソン女子の部第2位（1時間12分30秒・自己新記録）
- 2010年（平成22年）2月28日、東京マラソン2010女子の部第6位（2時間43分01秒・初マラソン）
- 2012年（平成24年）1月29日、大阪国際女子マラソン女子の部第5位[1]（2時間32分49秒・自己新記録・ラストラン）

## エピソード
- かつて資生堂ランニングクラブの元チームメートで、その後セカンドウィンドACに移籍した嶋原清子とは、奇遇にも佐藤の誕生日と全く一緒の1976年12月22日生まれだった。嶋原も2012年1月の大阪国際女子マラソンを最後に佐藤と同じく現役引退を表明したが、結果4位[1]でゴール。同レースで一般参加選手として5位[1]でフィニッシュした佐藤は、ゴール後嶋原と二人で抱き合いラストランの健闘をたたえ合っていた。

## 主な出典
- 資生堂ランニングクラブ・トピックス
- 京都新聞
- msn・産経ニュース